# Дулан (улус)
Дулан (рос. Дулан) — улус Кабанського району, Бурятії Росії. Входить до складу Сільського поселення Оймурське.
Населення — 132 особи (2015 рік).